# Europa Cup (mannenhandbal) 1966/67
De European Champions Cup 1966/67 was de achtste editie van de hoogste handbalcompetitie voor clubs in Europa. Het West-Duitse VfL Gummersbach won voor de eerste keer de European Champions Cup.

## Deelnemers
| Tweede ronde        | Tweede ronde    | Tweede ronde    | Tweede ronde  |
| ------------------- | --------------- | --------------- | ------------- |
| SC DHfK Leipzig     | Budapest Honvéd | Wybrzeże Gdańsk | Hafnarfjörður |
| Steaua București    | Grasshopper     | Dukla Praag     | HG Kopenhagen |
| Cuncevo             | UK-51 Helsinki  | HB Dudelange    |               |
| Eerste ronde        |                 |                 |               |
| Schaerbeek Brussels | Sittardia       | IS Gota         | FC Porto      |
| West Wien           | BM Granollers   | VfL Gummersbach | Medveščak     |
| IK Fredensborg Oslo | US Ivry         |                 |               |

## Eerste ronde
| Team 1              | Score   | Team 2              | 1       | 2       |
| ------------------- | ------- | ------------------- | ------- | ------- |
| IS Gota             | 35 – 58 | VfL Gummersbach     | 20 – 19 | 15 – 39 |
| Schaerbeek Brussels | 20 – 46 | Sittardia           | 15 – 25 | 05 – 21 |
| Medveščak           | 37 – 16 | West Wien           | 21 – 05 | 16 – 11 |
| BM Granollers       | 40 – 46 | IK Fredensborg Oslo | 24 – 19 | 16 – 27 |
| FC Porto            | 27 – 47 | US Ivry             | 19 – 22 | 08 – 25 |

## Tweede ronde
| Team 1              | Score   | Team 2          | 1       | 2       |
| ------------------- | ------- | --------------- | ------- | ------- |
| VfL Gummersbach     | 59 – 30 | Sittardia       | 30 – 10 | 29 – 20 |
| IK Fredensborg Oslo | 30 – 33 | Medveščak       | 19 – 14 | 11 – 19 |
| Cuncevo             | 53 – 31 | UK-51 Helsinki  | 23 – 14 | 30 – 17 |
| Budapest Honvéd     | 20 – 13 | Hafnarfjörður   | 14 – 32 | 14 – 19 |
| US Ivry             | 30 – 40 | HG Kopenhagen   | 14 – 20 | 16 – 20 |
| Steaua București    | 39 – 27 | Wybrzeże Gdańsk | 23 – 13 | 16 – 14 |
| SC DHfK Leipzig     | 47 – 23 | Grasshopper     | 20 – 13 | 27 – 10 |
| HB Dudelange        | ? – ?   | Dukla Praag     | 13 – 28 | ?       |

## Kwartfinale
| Team 1           | Score   | Team 2          | 1       | 2       |
| ---------------- | ------- | --------------- | ------- | ------- |
| Medveščak        | 23 – 28 | VfL Gummersbach | 13 – 09 | 10 – 19 |
| Cuncevo          | 36 – 32 | Budapest Honvéd | 15 – 13 | 21 – 19 |
| Steaua București | 40 – 37 | HG Kopenhagen   | 24 – 16 | 16 – 21 |
| Dukla Praag      | 30 – 24 | SC DHfK Leipzig | 21 – 10 | 09 – 14 |

## Halve finale
| Team 1          | Score   | Team 2           | 1       | 2       |
| --------------- | ------- | ---------------- | ------- | ------- |
| VfL Gummersbach | 32 – 26 | Cuncevo          | 15 – 11 | 17 – 15 |
| Dukla Praag     | 25 – 17 | Steaua București | 10 – 07 | 15 – 10 |

## Finale
| Datum         | Team 1          | Score   | Team 2  | 1                   |
| ------------- | --------------- | ------- | ------- | ------------------- |
| 28 april 1967 | VfL Gummersbach | 32 – 26 | Cuncevo | Dortmund, Duitsland |

|                            |
|                            |
| VfL Gummersbach 1ste titel |